# تری سرپیکو
تری سرپیکو (انگلیسی: Terry Serpico؛ زادهٔ ۲۷ ژوئن ۱۹۶۴) یک بازیگر سینما، و هنرپیشه اهل ایالات متحده آمریکا است.
از فیلم‌هایی که وی در آن نقش داشته است می‌توان به پاکسازی: سال انتخابات اشاره کرد.